# The White Buffalo
 (mai 2013).
The White Buffalo, de son véritable nom Jake Smith, est un chanteur, auteur, compositeur de rock et de musique country américain. Son album Once Upon a Time in the West a reçu des critiques élogieuses notamment de la part du magazine de cinéma Première en 2012.
Il a également travaillé pour la télévision, certaines de ses chansons figurent dans les séries télévisées Sons of Anarchy en collaboration notamment avec The Forest Rangers, Californication ou encore The Punisher